# Pohlavnost
Pohlavnost (existence několika pohlaví) představuje rozdělení jedinců druhu na dvě nebo více skupin s odlišnými vlastnostmi a úlohami, které souvisí s pohlavním rozmnožováním. U organismů praktikujících pohlavní rozmnožování se dvěma pohlavími, rozlišujeme organismy oboupohlavné (hermafroditi, jednodomé rostliny), kde jeden jedinec nese oba typy pohlavních orgánů (samčí a samičí) a je schopen zastat úlohu obou pohlaví, a organismy jednopohlavné (gonochoristé, dvoudomé rostliny), kde je určitý jedinec schopen hrát roli pouze jednoho pohlaví. Zajímavou skupinou jsou organismy, jejichž zástupci jsou schopni sice v jeden okamžik zastávat roli jen jednoho pohlaví, ale v průběhu času mohou svou roli měnit. Pokud různá pohlaví vykazují odlišný vzhled, nazýváme to pohlavním dimorfismem.

## Kolik může být pohlaví?
Pohlaví nemusí být nutně dvě a nemusí u nich existovat výrazný pohlavní dimorfismus, může jich být i více (např. u hub; u nálevníka Tetrahymena thermophila bylo dokonce zjištěno 7 různých pohlaví geneticky určených pravděpodobnostní kombinací 14 alel) a lišit se mohou jen v čistě biochemických vlastnostech (které mohou a nemusí být určeny geneticky). V případě, že existují pouze pohlaví dvě, může se jednat o systém pohlaví samec – samice.

## Samec–samice

Symbol ženství

Symbol mužství

Systém pohlaví samec-samice je považovaný[kým?] za nejpokrokovější ze všech systémů pohlaví.

### Samice
Jako samičí pohlaví (samice, samička) se charakterizuje to, které do produkce jednotlivého potomka více investuje: produkuje menší množství větších a méně pohyblivých až nepohyblivých pohlavních buněk (vajíček) s hojnými zásobami živin, které v případě vnitřního oplození mohou setrvávat uvnitř těla samice. Samice obvykle zcela ovládnou pole mimojaderné dědičnosti – potomstvo dědí pouze jejich mitochondrie a plastidy.
Samice člověka se nazývá žena.
Z evolučně biologického hlediska jsou samice pohlavím, jež více investuje do potomků a tedy má zpravidla rozhodující roli ve výběru svého sexuálního partnera (tzv. samičí volba související s pohlavním výběrem). Co se týče samičího genomického imprintingu svých dětí, obvykle je pro ni výhodné investovat do všech potomků v rámci jednoho vrhu přibližně stejnou energii a zároveň si zachovat únosný zdravotní stav (samčí zájmy jsou spíše opačné).

### Samec
Jako samčí pohlaví (samec, sameček) je definováno pohlaví, které produkuje větší množství menších a pohyblivějších pohlavních buněk chudších na zásoby živin (pyl, spermie,…). Samčí pohlavní buňky obvykle neobsahují plastidy a mají jen omezený počet mitochondrií (např. lidská spermie má jenom jednu), které jsou navíc vajíčkem po splynutí bleskově zlikvidovány, takže výsledkem je jen minimální či žádný prostor samčího pohlaví pro uplatnění se ve sféře mimojaderné dědičnosti (tj. dědičnosti znaků jejichž geny se nacházejí hlavně v mitochondriích a plastidech).
Lidský samec se nazývá muž.